# Camí òptic

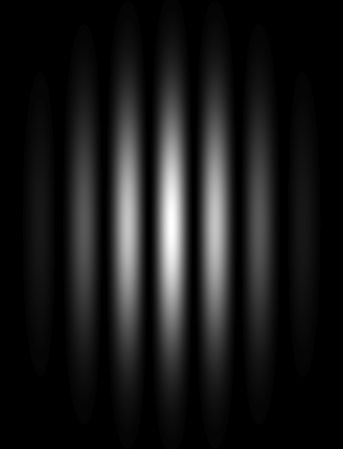
Figura d'interfèrencies de les ranures de Young.

El camí òptic és la distància recorreguda, a la velocitat de la llum en el buit, en el temps t emprat per la llum per a recórrer la distància L en el mitjà n.
Es refereix a la distància recorreguda per un raig lluminós. Una diferència en el camí òptic entre dos raigs de llum coherents és el que genera diversos fenòmens òptics, com la difracció i la interferència.
La difracció és el terme usat per a descriure els comportaments d'un raig de llum quan passa sobre la vora d'un objecte opac o a través d'una ranura molt estreta.
Quan la llum passa per a per una ranura molt estreta, el raig central passa sense distorsió mentre que la part que intercepta amb les vores de la ranura es desvia en funció de la seva longitud d'ona o color. La figura de la taca de llum és una banda central blanca amb una sèrie d'espectres a banda i banda.